# Claspettomyia spinosa
Claspettomyia spinosa är en tvåvingeart som beskrevs av Kashyap 1988. Claspettomyia spinosa ingår i släktet Claspettomyia och familjen gallmyggor. Inga underarter finns listade i Catalogue of Life.